# Хинце, Петер
Петер Хи́нце (нем. Peter Hintze; 25 апреля 1950, Хоннеф, Северный Рейн-Вестфалия, ФРГ — 26 ноября 2016, Вупперталь, Северный Рейн-Вестфалия, ФРГ) — немецкий государственный деятель, член ХДС. С 22 октября 2013 года занимал должность вице-председателя бундестага. В 2005—2013 годах служил на должности статс-секретаря в федеральном министерстве экономики и энергетики. В 1991—1992 годах являлся парламентским статс-секретарём при федеральном министре по делам женщин и молодёжи, в 1992—1998 годах занимал должность генерального секретаря ХДС.

## Биография
Изучал лютеранскую теологию в Боннском университете, в 1977 году окончил Вуппертальскую высшую церковную школу. Служил священником в Кёнигсвинтере. С 1980 по 1983 год был пастором в протестантской церкви Кенигсвинтер.
В декабре 1983 года федеральный министр по делам семьи Хайнер Гайслер назначил его на должность федерального уполномоченного по вопросам гражданской службы. В 1990—1992 годах занимал должность председателя Евангелического рабочего кружка ХДС/ХСС. В 1992 году он сменил Фолькера Рюэ на посту генерального секретаря ХДС. На этом поту на выборах 1994 года инициировал кампанию против так называемых «красных носков» (саркастическое название членов СЕПГ) и «Магдебургской модели», позволявшей социал-демократом на региональном уровне опираться на формальную поддержку ПДС. Эта стратегия помогла Гельмуту Колю выиграть выборы и остаться на посту канцлера ФРГ. После поражения христианских демократов на выборах в бундестаг 1998 года ушёл в отставку. С его именем связан ввод женской квоты в ХДС и в свою очередь появление на руководящих партийных должностях большего числа женщин.
Был впервые избран депутатом бундестага в 1990 году. В 1998—2005 годах он возглавлял рабочую группу фракции ХДС/ХСС по делам Европейского союза. С января 2006 года являлся во фракции председателем земельной группы Северного Рейна — Вестфалии. На учредительном собрании германского парламента 18-го созыва в октябре 2013 года был избран на должность вице-президента бундестага.
С 2001 года занимал должность вице-председателя Центристского демократического интернационала, с 2002 года — заместителя председателя Международного демократического союза и вице-председателя Европейской народной партии.
Был женат, у него есть сын. После того как у него диагностировали рак выступал за предоставление смертельно больным возможности закончить жизнь с медицинской помощью, хотя сам отвергал для себя такую возможность. Также в отличие от позиции церкви выступал за ограниченное одобрение преимплантационной генетической диагностики (PID). Считал «бессердечными» условия, когда пары с сильным желанием иметь детей и предрасположенностью к серьезному генетическому заболеванию не могли получить шанс родить здорового ребенка с помощью PID. 

## Награды и звания
- Офицерский крест ордена За заслуги перед ФРГ
- Офицер французского ордена Почётного легиона (2009)
- Медаль Роберта Шумана (2012)